# Хван Йон Де
Хван Йон Де (зустрічається також написання Ван Юн Дай, з англ. Whang Youn Dai, 12 грудня 1938, Сеул) — корейська громадська діячка. Найбільш відома внеском у розвиток паралімійського спорту та боротьбою за рівні можливості для людей з інвалідністю. Перенесла в дитинстві поліомієліт і стала одною з перших у своїй країні жінок з інвалідністю, що отримали ступінь доктора медицини (1963 року).

## Біографія
Йон Де народилася в Сеулі 12 грудня 1938 року. Відомо, що її батько був журналістом. У віці 3-х років перехворіла на поліомієліт, вірус не вбив дівчину, та спричинив параліч ноги, що обмежив на все життя її можливість самостійно пересуватися. Через недугу Йон Де стикнулася з відмовою в прийомі до початкової школи. Але завдяки підтримці батьків, які надихали її прикладами Гелен Келлер і Ф. Д. Рузвельта, не здалася і здобула освіту в сеульській приватній школі для дівчат Чін Мьон (진명여자고등학교).
Жіночий університет Іхва (이화여자대학교) зарахував Йон Де студенткою свого медичного коледжу в 1957 році. Вона успішно закінчила навчання 1963 року, продовжуючи інтернатуру в університетському госпіталі. Згодом працювала лікарем реабілітаційного центру для дітей з інвалідністю. Труднощі, з якими Хван стикалася в своєму житті, заохотили її стати адвокатом людей з інвалідністю. 1966 за урядової підтримки вона заснувала Асоціацію жертв поліомієліту, організація поставила за мету поліпшення лікування тим, хто пережив хворобу, та допомогу в реабілітації, навчанні, працевлаштуванні. Завдяки підтримці уряду та національним фандрейзинговим заходам було створено лікувальний центр для жертв поліомієліту, важливу роль у ньому відігравала фізкультурна реабілітація (зі спортивною залою та басейном). У 1974-1975 рр. Хван Йон Де отримала грант фундації Ротарі на навчання глибоким технікам реабілітації в Медичному центрі при Нью-Йоркському університеті. Повернувшись у Корею вона організувала тренінгове навчання для 100.000 людей, які пережили поліомієліт (що склало близько чверті їх загальної кількості в тогочасній Кореї).
У 1980-ті Доктор Хван була визнаною на національному рівні лідеркою громадського руху за права людей з інвалідністю, вона була віце-президентом Асоціації людей з інвалідністю та Національного паралімпійського комітету в роки підготовки до Паралімпіади в Сеулі 1988 (саме сеульські змагання спортсменів з інвалідністю вперше були названі Паралімпіадою).

## Почесна нагорода Хван Йон Де
Докладніше: Нагорода за досягнення імені Хван Йон Де
1988 року Хван отримала національну нагороду "Сучасна жінка", що вручалася ЗМІ та урядом Республіки Корея. Гроші з цієї премії вона пожертвувала Міжнародному паралімпійському комітетові. Рішенням Комітету була запроваджена Нагорода Хван Йон Де за подолання (Whang Youn Dai Overcome Prize) пізніше перейменована в Нагороду за досягнення імені Хван Йон Де (частіше Ван Юн Дай через англійську транслітерацію корейського імені). Щодвароки під час літніх і зимових ігор людей з інвалідністю цю нагороду отримують один атлет і одна атлетка, які найкраще проявляють дух Паралімпіади, надихають і дивують світ (англ.: "best exemplify the spirit of the Games and inspire and excite the world").
З 1988 року вручення цієї нагороди стало традицією паралімпійського руху. Як видно з формулювання, спортивні досягнення не є головним критерієм для її отримання. І  справді, багато "зіркових" паралімпійців (як бігун Пісторіус 2012, росіянин Пєтушков 2014 або українській парабіатлоніст Лук'яненко 2018 року) поступалися в змаганні за цю нагороду менш титулованим колегам. Українська спортсменка Олена Юрковська отримала нагороду Хван Йон Де під час Паралімпіади 2006 у Турині.